# Хакка (посёлок)
Хакка (узб. Xakka / Хакка) — посёлок городского типа, расположенный на территории Мархаматского района Андижанской области Республики Узбекистан.

Статус посёлка городского типа с 2009 года.